# Kussharo (jezioro)
Kussharo (jap. 屈斜路湖 Kussharo-ko) – jezioro wulkaniczne w Parku Narodowym Akan we wschodniej części Hokkaido w Japonii. Podobnie jak wiele innych nazw na Hokkaido również ta wywodzi się z języka ajnuskiego. Pod względem powierzchni jest to największe w Japonii jezioro wulkaniczne oraz szóste wśród wszystkich jezior japońskich. Jest to także największe jezioro w Japonii całkowicie zamarzające zimą.
Centralną wyspą jeziora jest Naka-jima (o powierzchni 5,81 km²), będąca stratowulkanem. Gazy wulkaniczne powodują zakwaszenie wód jeziora. W tych warunkach żyje tylko kilka gatunków ryb poza miejscami, gdzie wpływające strumienie rozcieńczają wodę. Pstrąg tęczowy, który jest również odporny na zakwaszoną wodę, został wprowadzony sztucznie. W 1951 roku odkryto rzadką postać cykady (Oncotympana maculaticollis), obecnie znajdującą się pod ochroną. Jezioro leży również na szlaku migracji łabędzia krzykliwego.
Przy brzegach jeziora znajduje się kilka gorących źródeł i piaszczystych plaż z naturalnie podgrzewanym piaskiem i ciepłą wodą gruntową. Na półwyspie Wakoto znajduje się wiele aktywnych ujść siarki.
Jezioro jest również znane od 1973 roku jako japońskie Loch Ness z powodu wielu doniesień prasowych o zaobserwowaniu potwora nazwanego Kusshii.

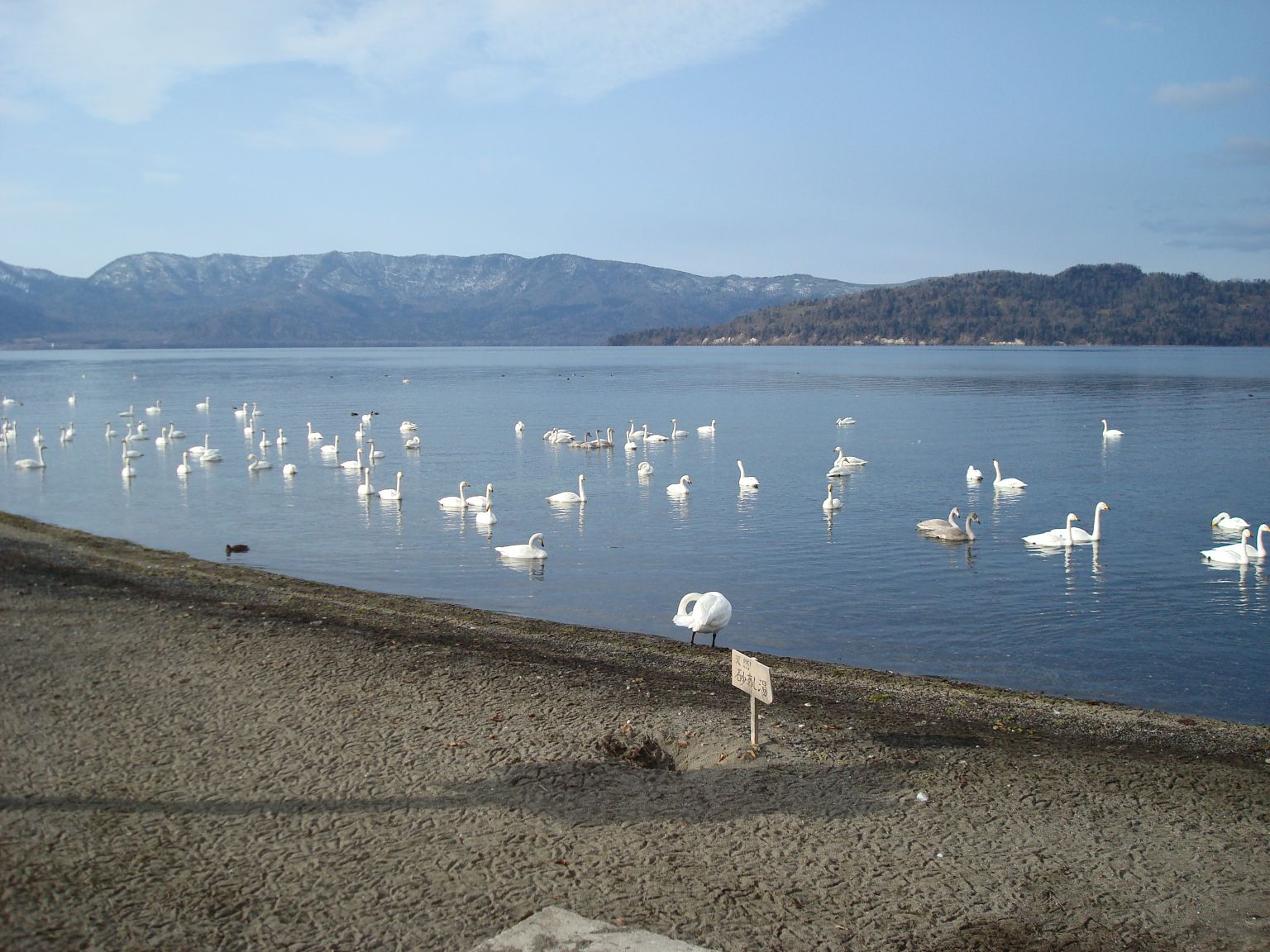
Łabędzie krzykliwe na jeziorze Kussharo
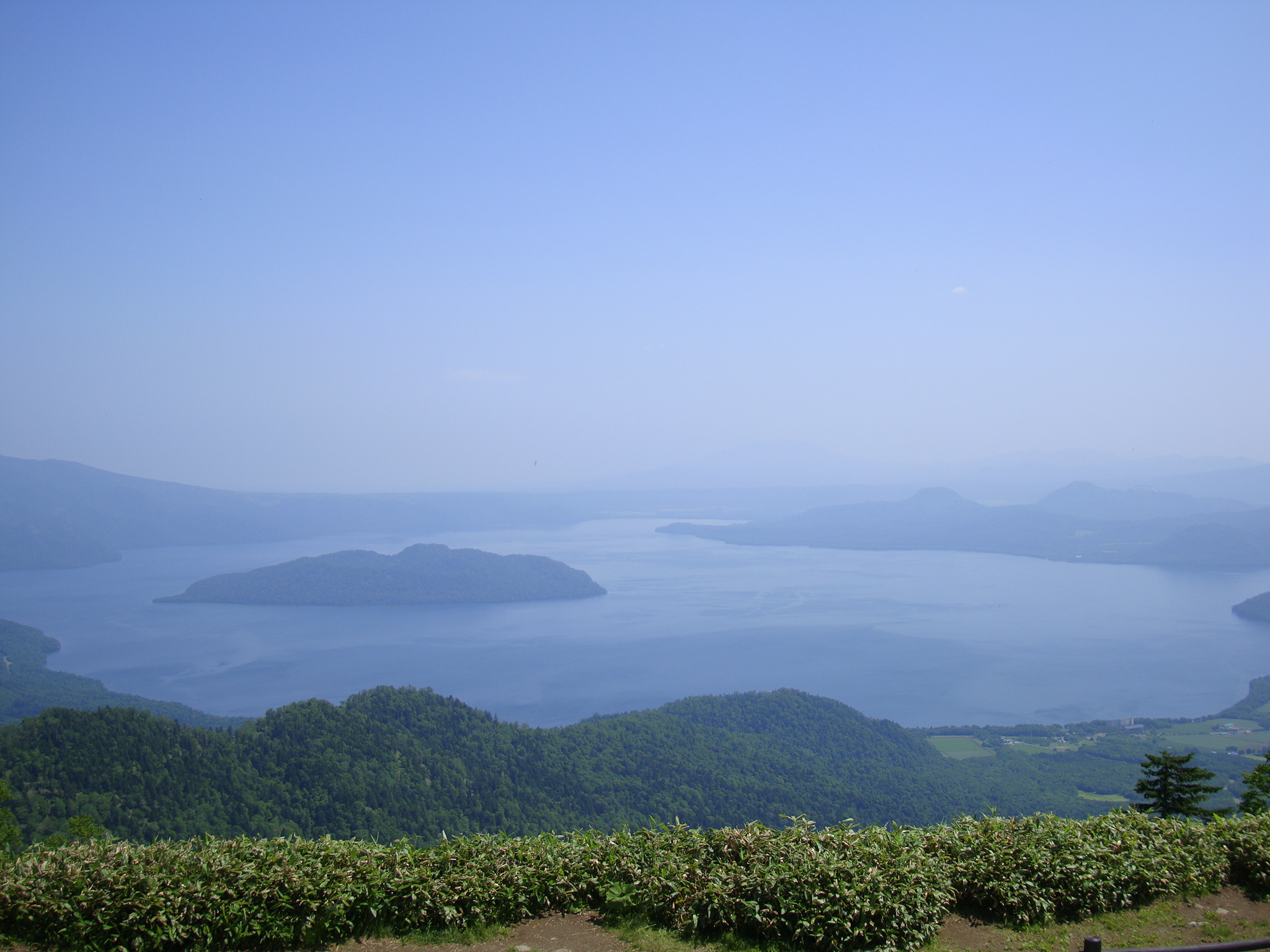
Widok jeziora Kussharo z przełęczy Tsubetsu
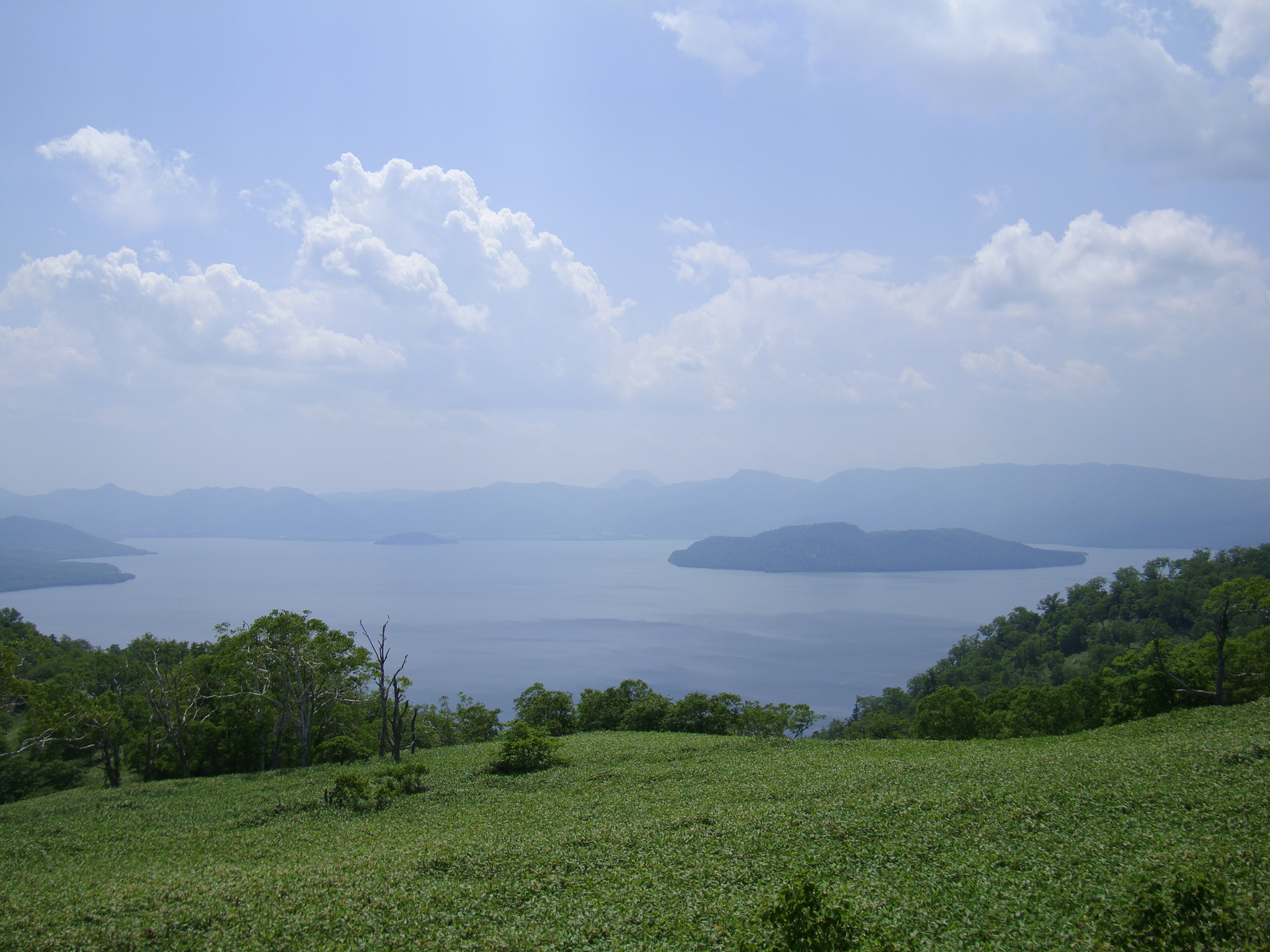
Widok jeziora Kussharo z punktu widokowego przy drodze 102